# Премія братів Грімм міста Ганау
Премія братів Грімм міста Ганау (нім. Brüder-Grimm-Preis der Stadt Hanau) — літературна премія, яку вручають «за видатний твір німецькою мовою в галузі прози, лірики чи драматургії». Її присуджує з 1983 року що два роки місто Ганау. Премія названа на честь уродженців міста братів Грімм. З 2005 року грошова частина премії становить 5000 євро.

## Лауреати
- 1983 Вольфганг Гільбіг
- 1985 Анна Мітгуч
- 1987 Вільгельм Бартш
- 1989 Наташа Водін
- 1991 Моніка Марон
- 1993 Гаральд Вайнріх
- 1995 Адольф Ендлер
- 1997 Гаррі Ровольт
- 1999 Георг Кляйн
- 2001 Ганс Чеховскі
- 2003 Клаус Бельдль
- 2005 Феліцітас Гоппе та Андреас Райманн
- 2007 Бйорн Керн
- 2009 Наташа Водін
- 2011 Райнгард Кайзер
- 2013 Крістоф Рансмайр
- 2015 не присуджували
- 2017 Барбара Цеке